# Opius flavipartibus
Opius flavipartibus är en stekelart som beskrevs av Fischer 1999. Opius flavipartibus ingår i släktet Opius och familjen bracksteklar. Inga underarter finns listade i Catalogue of Life.